# Coupe de Norvège féminine de handball
La coupe de Norvège féminine de handball est une compétition à élimination directe disputée depuis 1976 entre des clubs féminins de handball en Norvège. 
Le club le plus titré est le Larvik HK avec 17 coupes remportées, devant le Vipers Kristiansand et ses 7 titres.

## Palmarès
Le palmarès est :
| Saison       | Vainqueur           | Score     | Finaliste          |
| ------------ | ------------------- | --------- | ------------------ |
| 1976/77      | IL Vestar           | 15 – 9    | Sverresborg IF     |
| 1977/78      | IL Vestar           | 17 – 13   | Skogn IL           |
| 1978/79      | Skogn IL            | 17 – 12   | Skjeberg IF        |
| 1979/80      | Skogn IL            | 11 – 9    | Nordstrand IF      |
| 1980/81      | Skogn IL            | 15 – 12   | Byåsen Trondheim   |
| 1981/82      | Glassverket IF      | 16 – 12   | Skogn IL           |
| 1982/83      | Sverresborg IF      | 22 – 21   | Skogn IL           |
| 1983/84      | Sverresborg IF      | 16 – 15   | SK Freidig         |
| 1984/85      | Sverresborg IF      | 22 – 16   | SK Freidig         |
| 1985/86      | Gjerpen Håndball    | 20 – 17   | Byåsen Trondheim   |
| 1986/87      | Gjerpen Håndball    | 22 – 20   | Byåsen Trondheim   |
| 1987/88      | Nordstrand IF       | 28 – 16   | Byåsen Trondheim   |
| 1988/89      | Byåsen Trondheim    | 21 – 18   | Sverresborg IF     |
| 1989/90      | Byåsen Trondheim    | 20 – 15   | Lunner HK          |
| 1990/91      | Gjerpen Håndball    | 26 – 20   | Byåsen Trondheim   |
| 1991/92      | Byåsen Trondheim    | 20 – 19ap | Bækkelagets SK     |
| 1992/93      | Gjerpen Håndball    | 24 – 19   | Toten HK           |
| 1993/94      | Gjerpen Håndball    | 20 – 14   | Larvik HK          |
| 1994/95      | Bækkelagets SK      | 26 – 24ap | Byåsen Trondheim   |
| 1995/96      | Larvik HK           | 25 – 19   | Gjerpen Håndball   |
| 1996/97      | Bækkelagets SK      | 27 – 26   | Larvik HK          |
| 1997/98      | Larvik HK           | 14 – 13   | Byåsen Trondheim   |
| 1998/99      | Bækkelagets SK      | 25 – 21   | Larvik HK          |
| 1999/00      | Larvik HK           | 29 – 24   | Nordstrand IF      |
| 2000/01      | Bækkelagets SK      | 26 – 20   | Nordstrand IF      |
| 2001/02 (no) | Nordstrand IF       | 21 – 18   | Tertnes IL         |
| 2002/03      | Larvik HK           | 29 – 15   | Nordstrand IF      |
| 2003/04      | Larvik HK           | 30 – 23   | Nordstrand IF      |
| 2004/05      | Larvik HK           | 28 – 23   | Byåsen Trondheim   |
| 2005/06 (no) | Larvik HK           | 21 – 18   | Byåsen Trondheim   |
| 2006/07 (no) | Larvik HK           | 29 – 20   | Byåsen Trondheim   |
| 2007/08 (no) | Byåsen Trondheim    | 30 – 27   | Larvik HK          |
| 2008/09 (no) | Larvik HK           | 30 – 29   | Byåsen Trondheim   |
| 2009/10 (no) | Larvik HK           | 33 – 22   | Byåsen Trondheim   |
| 2010/11 (no) | Larvik HK           | 31 – 18   | Våg Vipers HK      |
| 2011/12 (no) | Larvik HK           | 37 – 13   | Stabæk Håndball    |
| 2012/13 (no) | Larvik HK           | 31 – 26   | Stabæk Håndball    |
| 2013/14 (no) | Larvik HK           | 29 – 21   | Tertnes IL         |
| 2014/15 (no) | Larvik HK           | 35 – 15   | Halden HK          |
| 2015/16 (no) | Larvik HK           | 28 – 19   | Glassverket IF     |
| 2016/17 (no) | Larvik HK           | 24 – 19   | Tertnes IL         |
| 2017/18 (no) | Vipers Kristiansand | 30 – 17   | Stabæk Håndball    |
| 2018/19 (no) | Vipers Kristiansand | 31 – 25   | Storhamar Håndball |
| 2019/20 (no) | Vipers Kristiansand | 29 – 26   | Storhamar Håndball |
| 2020/21 (no) | Vipers Kristiansand | 29 – 16   | Sola HK            |
| 2021/22 (no) | Vipers Kristiansand | 38 – 20   | Molde HK (en)      |
| 2022/23 (no) | Vipers Kristiansand | 30 – 23   | Sola HK            |
| 2023/24 (no) | Vipers Kristiansand | 32 – 23   | Storhamar Håndball |
| 2024/25 (no) | Storhamar Håndball  | 27 – 26   | Tertnes IL         |

## Bilan
| Rang  | Club                    | Titres                  | Saisons victorieuses                                                                                | Finales | Saisons finalistes                                                     |
| ----- | ----------------------- | ----------------------- | --------------------------------------------------------------------------------------------------- | ------- | ---------------------------------------------------------------------- |
| 1     | Larvik HK               | 17                      | 1996, 1998, 2000, 2003, 2004, 2005, 2006, 2007, 2009, 2010 2011, 2012, 2013, 2014, 2015, 2016, 2017 | 4       | 1994, 1997, 1999, 2008                                                 |
| 2     | Vipers Kristiansand     | 7                       | 2018, 2019, 2020, 2021, 2022, 2023, 2024                                                            | 1       | 2011                                                                   |
| 3     | Gjerpen Håndball        | 5                       | 1986, 1987, 1991, 1993, 1994                                                                        | 1       | 1996                                                                   |
| 4     | Byåsen Trondheim        | 4                       | 1989, 1990, 1992, 2008                                                                              | 12      | 1981, 1986, 1987, 1988, 1991, 1995, 1998, 2005, 2006, 2007, 2008, 2010 |
| 4     | Bækkelagets SK Oslo     | 4                       | 1995, 1997, 1999, 2001                                                                              | 1       | 1992                                                                   |
| 6     | Skogn IL Levanger       | 3                       | 1979, 1980, 1981                                                                                    | 3       | 1978, 1982, 1983                                                       |
| 6     | Sverresborg IF          | 3                       | 1983, 1984, 1985                                                                                    | 2       | 1977, 1989                                                             |
| 8     | IL Vestar Oslo          | 2                       | 1977, 1978                                                                                          | 0       | -                                                                      |
| 8     | Nordstrand IF Oslo      | 2                       | 1988, 2002                                                                                          | 4       | 2000, 2001, 2003, 2004                                                 |
| 10    | Storhamar Håndball      | 1                       | 2025                                                                                                | 3       | 2019, 2020, 2024                                                       |
| 10    | Glassverket IF Drammen  | 1                       | 1982                                                                                                | 1       | 2016                                                                   |
| -     | autres clubs finalistes | autres clubs finalistes | autres clubs finalistes                                                                             | 17      | -                                                                      |
| Total | Total                   | 49                      | 1977-2025                                                                                           | 49      | 1977-2025                                                              |